# Antonio Díaz Martínez
Antonio Díaz Martínez (Chota, 1933 - Lima, 19 de junio de 1986) fue un ingeniero agrónomo, antropólogo, sociólogo rural, escritor y terrorista peruano. Trabajó en el Instituto de Reforma Agraria del Perú y se desempeñó como catedrático en la Universidad Nacional de San Cristóbal de Huamanga, en la ciudad de Ayacucho. También fue miembro del comité central del Partido Comunista del Perú - Sendero Luminoso.

## Biografía
Como parte de los preparativos para la lucha armada su partido lo envió a la República Popular China, donde recibió instrucción política y militar. Tras el inicio de los combates, trabajó bajo un nombre falso en la Universidad Nacional Mayor de San Marcos, en Lima, hasta 1983. Ese año fue destacado al Departamento de Áncash, donde fue capturado en la ciudad de Huaraz.
El 19 de junio de 1986 fue asesinado en el penal de San Juan de Lurigancho por parte de las fuerzas armadas durante el motín organizado aquel día por los presos acusados de terrorismo, incidente que posteriormente fue denominado como la matanza de los penales. 
Fue esposo de Catalina Adrianzén, persona también ligada a Sendero Luminoso.

## Obras
- 1985: Conclusión a Ayacucho: Hambre y esperanza.